# Federació Catalana de Billar
La Federació Catalana de Billar és l'organisme rector encarregat d'ordenar, regular, impulsar i dirigir l'activitat esportiva del billar a Catalunya Forma part de la Unió de Federacions Esportives de Catalunya.

## Història
La federació oficialment es va fundar el 1928, però té com a antecedent l'Associació Catalana d'Aficionats al Billar fundada el 1927. El 1928 es van reunir un grup d'amants del billar per crear al mateix temps la Federació Catalana i la Federació Espanyola, totes dues sota la presidència de Raimond Vives, que el desembre d'aquell mateix any ja van quedar afiliades a la Unió Internacional de Federacions Amateurs de Billar. Pocs dies abans havia nascut el Club Billar Barcelona, amb Josep Pons com a president i totes tres entitats tingueren inicialment la seva seu al Cafè de Novetats de carrer de Casp de Barcelona.
A finals de novembre de 1929 es va produir una reestructuració en la Federació Catalana, Raimond Vives va deixar la presidència i el va substituir Josep Pons, que va viure una llarga etapa que va coincidir amb els primers èxits importants catalans, com per exemple els Campionats del Món els anys 1930 i 1932, els títols mundials de tres bandes que Enric Miró i Claudi Puigvert van conquerir els anys 1931 i 1934, el de gran fantasia professional que Isidre Ribas va guanyar també el 1932 o el d'Europa de billar artístic d'Armand Martínez Sagi el mateix any. La federació catalana ha estat la que més títols estatals ha conquerit en les diferents modalitats de caramboles. També organitza diferents proves interautonòmiques, estatals i internacionals de les modalitats de carambola, snoker i pool.

## Presidents

### Raimon Vives Gironès(1927-1929)
Va ser un dels introductors del billar com a esport a Catalunya i per extensió a tot l'Estat espanyol. Jugador de billar va guanyar els tres primers campionats d'Espanya de la modalitat lliure (de 1927 a 1929). Va ser el primer president de l'Associació Catalana d'Aficionats al Billar, de la Federació Catalana el 1927 i de la Federació Espanyola el 1928, també va ser un dels socis fundadors del Club Billar Barcelona.

### Josep Pons Mumbrú (1929-1949)
Membre fundador i primer president del Club Billar Barcelona va presidir la federació durant dues dècades i, per tant, va ser un dels artífexs de la primera època daurada d'aquest esport durant els anys trenta. Al maig de 1939, participa amb un donatiu en un homenatge dels ex captius a Franco A l'octubre de 1939, és nomenat membre de Comitè Olímpic Espanyol (COE-CND), federació de billar També va ser vicepresident de la Federació Espanyola durant els anys cinquanta i de la Confederació Europea de Billar en els seixanta

### Josep Atué Llop (1949-1952)
Vicepresident de la Unió Velocipèdica Hostafrancs que tenia una important secció de billar, durant el seu mandat va tenir com a principal objectiu propagar el billar en els barris més modestos.

### Eduard Forn Tort (1952-1958)
Practicant de cesta punta i rem durant la seva joventut, advocat de professió i secretari general de la Federació Patronal de Catalunya, en la seva etapa de president, el billar va ser un esport molt popular a Catalunya, on es calculava que hi havia 20.000 practicants, 2.700 dels quals estaven federats.

### Eudald Travé Montserrat(1958-1979)
A més de president de la Federació Catalana, també va ser membre de la Confederació Europea de Billar durant tretze anys, de 1961 a 1973, i a partir de 1965, vicepresident.

### Màrius Turú Sastregner (1979-1980)
Va ser elegit el 6 de juny de 1979, però un any després, el 31 de maig de 1980, va presentar la seva dimissió. Jugador del Club Billar Barcelona en els anys cinquanta —va arribar a ser campió de Catalunya de partida lliure el 1957—, del CB Ibèric, del CB Andorra i de la Cooperativa Justícia i Pau de Barcelona. També va destacar com a jugador per les maratonianes partides a cinc mil caramboles que va disputar contra diversos rivals, amb una durada de cinc o sis dies.

### Miquel Llompart Triadú(1980-2012)
Elegit per primera vegada el 1980, va practicar molts esports de jove i abans que dirigent de billar va ser jugador, encara que no va destacar especialment en aquesta faceta. Abans de presidir la Federació Catalana, va ser durant disset anys president del Club Billar Sant Martí de Barcelona, i posteriorment va ser vicepresident de la Federació Espanyola també durant disset anys en dues etapes. També va formar part de la Junta Directiva de la Confederació Europea de Billar.

### Josep Ramon Molina Maspoch (2012-)
Jugador de billar durant més de trenta anys, ha jugat en diverses modalitats de billar, especialment de banda, quadre 47/2 i quadre 71/2. En la faceta de jugador ha estat campió de Catalunya i internacional amb la selecció espanyola en diversos campionats d'Europa, i el 2010 es va proclamar campió d'Espanya per equips amb la SPBE de Centelles en la primera edició del Campionat Nacional de Lliga de Jocs de Sèrie. El foment de la pràctica del billar entre els joves és un dels principals punts del seu mandat sota el lema 'Respirem i gaudim del billar'. El 2002 va publicar, juntament amb Miquel Espona, el llibre Els grans conceptes del billar modern.